# Thomas Drach
Thomas Drach (* 11. Juni 1960 in Köln) ist ein mehrfach verurteilter deutscher Gewaltverbrecher. Einer breiten Öffentlichkeit ist er seit 1996 als Haupttäter der Reemtsma-Entführung bekannt. Wegen anderer Straftaten wurde er vom Landgericht Köln am 4. Januar  2024  zu einer Freiheitsstrafe von 15 Jahren mit anschließender Sicherungsverwahrung verurteilt, das Urteil ist noch nicht rechtskräftig.

## Jugend und erste Straftaten
Drach wuchs mit seinem knapp ein Jahr jüngeren Bruder Lutz in Erftstadt bei Köln auf. Sein Vater war leitender Angestellter bei den Mielewerken, seine Mutter arbeitete als Sekretärin. Nach Angaben seiner Mutter begann er mit 12 Jahren, sich für Autos zu interessieren. Im Alter von 13 Jahren wurde er das erste Mal von der Polizei aufgegriffen, weil er Autos aufgebrochen hatte. Trotzdem sei Drach als Kind niemals gewalttätig gewesen oder habe sich mit anderen Kindern geprügelt, einzig ein Hang zu großen Auftritten sei damals schon bemerkbar gewesen.
Nachdem er das Gymnasium wegen schlechter Leistungen hatte verlassen müssen, begann Drach eine Lehre als Kfz-Mechaniker, die er aber wieder aufgab. Mit 18 Jahren überfiel er einen Supermarkt. Gemeinsam mit seinem Bruder führte er 1981 einen aufsehenerregenden Überfall auf eine Kölner Sparkasse aus. Sie fuhren mit einem Auto durch die Glasfront bis zu den Schaltern, bedrohten die Mitarbeiter mit Schrotflinten und forderten die Herausgabe von Geld. Bereits kurz darauf wurden die beiden Brüder verhaftet. Noch im selben Jahr verließ der Vater die Familie. Thomas Drach wurde 1982 zu siebeneinhalb Jahren Freiheitsstrafe verurteilt, sein Bruder Lutz zu zehn Jahren. Nach seiner Entlassung wurden Drach kriminelle Geschäfte nachgesagt, er pendelte regelmäßig zwischen Köln und Budapest.
Dort trat er mit einem gefälschten ungarischen Pass als Sandor Dulai auf, gelegentlich benutzte er auch das Pseudonym Piet Hellmann.

## Die Reemtsma-Entführung

### Verlauf
Am 25. März 1996 entführten Drach und seine Komplizen den Hamburger Soziologen und Millionen-Erben Jan Philipp Reemtsma von seinem Grundstück in Hamburg und hinterließen eine Lösegeldforderung über 20 Millionen DM. Das Schreiben war mit einer Handgranate beschwert worden. Reemtsma wurde zu dieser Zeit in einem Keller festgehalten, wo er angekettet war und Drach ihm Verstümmelungen androhte. Nachdem zwei Geldübergaben wegen zu offensichtlicher Polizeipräsenz gescheitert waren, erhöhte Drach als Kopf der Bande die Forderung auf 30 Millionen DM, zahlbar in deutscher und Schweizer Währung. Mit Hilfe des evangelischen Pastors Christian Arndt, des Kieler Soziologen Lars Clausen und des Hamburger Sozialarbeiters Michael Herrmann konnte ohne Wissen der Polizei die Geldübergabe durchgeführt werden. Nach 33 Tagen in Gefangenschaft wurde Reemtsma am 26. April freigelassen. Zum Abschied sagte Drach zu seinem Opfer: „Sie erleben die Luxus-Version einer Entführung.“

### Flucht

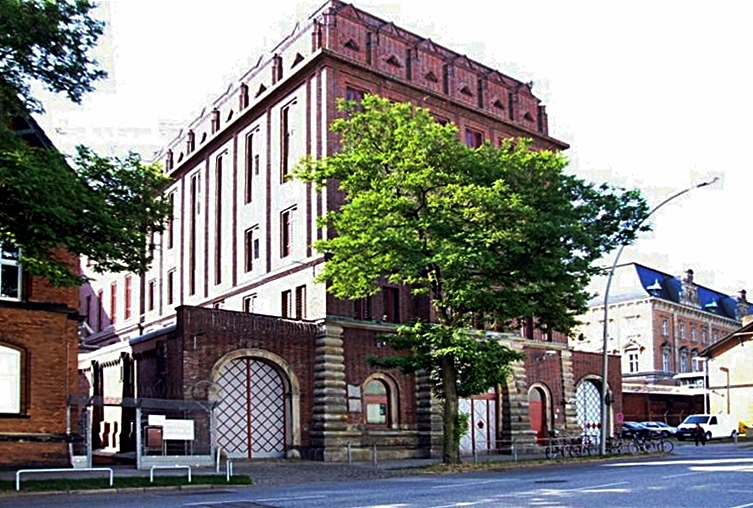
Untersuchungshaftanstalt Hamburg

Drach mietete sich am 27. April, zwei Tage nach der Geldübergabe, in einer Kölner Pension ein.
Am 25. Mai fuhr er nach Frankreich und buchte am Flughafen Charles de Gaulle in Paris einen Flug nach Venezuela. Von dort reiste er zunächst nach Kuba und schließlich nach Uruguay, wo er mutmaßlich das Lösegeld oder Teile davon waschen ließ und einen aufwendigen Lebensstil pflegte. Er bewohnte eine durch Wachen und Hunde bewachte Villa, für die er monatlich 30.000 Dollar bezahlte. Drach tätigte diverse Autokäufe und benutzte dabei stets seine neue Identität, Anthony Lawlor aus Großbritannien. Fast zwei Jahre nach seiner Flucht wurde ihm der Kontakt zu einem Freund aus gemeinsamen Zeiten in der Justizvollzugsanstalt Rheinbach zum Verhängnis. Das Telefon des in Vaals lebenden Mannes wurde abgehört. In dem ersten Telefonat am 25. März 1998 gab Drach an, dass er ein Konzert „der berühmtesten Rockgruppe der Welt“ besuchen wollte. Das Telefonat wurde von einem Handy geführt und konnte nur auf den Großraum Buenos Aires eingekreist werden. Da dort ein Konzert der Rolling Stones, der Lieblingsband Drachs, bevorstand, informierten die deutschen Zielfahnder die argentinischen Behörden mit der Bitte, alle Besucher zu kontrollieren. Dies wurde unnötig, als Thomas Drach seinen Freund in Vaals am 26. März ein zweites Mal telefonisch kontaktierte. Dieses Mal benutzte er das klar zu ortende Telefon in einem Hotelzimmer und sprach offen über Möglichkeiten der Geldwäsche.
Am 28. März 1998 gegen 1:30 Uhr stürmte ein Spezialkommando der argentinischen Polizei Drachs Hotelzimmer und nahm ihn fest. Wegen seines gefälschten britischen Passes entschied ein Richter, dass Drach sich zunächst in Argentinien wegen Urkundenfälschung zu verantworten habe. Noch im selben Jahr wurden Bestechungsversuche Drachs bekannt, um in die Freiheit entlassen zu werden.
Erst als über zwei Jahre später, am 19. Juli 2000, der damalige argentinische Staatspräsident Fernando de la Rúa die Auslieferung anordnete, wurde Drach am 29. Juli den deutschen Behörden übergeben und in die Untersuchungshaftanstalt Hamburg gebracht.

### Verurteilung und Strafverbüßung
Nachdem Ende August 2000 Anklage gegen Drach erhoben worden war, begann der Prozess am 13. Dezember. Nach 15 Verhandlungstagen wurde Drach des erpresserischen Menschenraubes für schuldig befunden und zu 14 Jahren und sechs Monaten Freiheitsstrafe verurteilt. Das Urteil lag nur knapp unter der Forderung der Staatsanwaltschaft nach 15 Jahren Freiheitsstrafe. In der Begründung wurden Drachs Weigerung, über den Verbleib des Lösegeldes Auskunft zu geben, und seine mangelnde Reue erschwerend erwähnt. Drach hatte sich im Prozess fortwährend über die teuren Kurse bei der Geldwäsche und die schlechten Haftbedingungen in Argentinien beklagt und wegen der dortigen „unmenschlichen“ Zustände eine Anrechnung seiner dort verbüßten Haftzeit von 1:3 beantragt. Während der Verhandlung äußerte er sich immer wieder zynisch über das Opfer: „Dass Herr Reemtsma heute so unversehrt hier sitzt, ist einzig und allein den besonnenen Tätern zu verdanken.“ – Sie hätten dem Opfer auch einen Finger als Warnung abschneiden können. „Wir haben uns jedoch für die mildere Variante entschieden und nur das Lösegeld um 10 Millionen Mark erhöht.“
Am 25. November 2002 wurde Drachs jüngerer Bruder Lutz in Madrid verhaftet, als er nach Südamerika fliegen wollte. Er wurde zur Untersuchungshaft in die JVA Aachen überstellt und zunächst  wegen Geldwäsche (§ 261 StGB) in drei Fällen zu einer Gesamtfreiheitsstrafe von fünf Jahren verurteilt. Dieses Urteil hob der 2. Strafsenat des Bundesgerichtshofes auf die Revision der Staatsanwaltschaft im Strafausspruch auf und verwies die Sache insoweit zu neuer Verhandlung und Entscheidung zurück, weil das Landgericht das Vorliegen einer banden- und gewerbsmäßigen Begehung der Geldwäschetaten ohne ausreichende Sachverhaltsaufklärung verneint habe. 2006 wurden daraufhin in der neuen Hauptverhandlung sechseinhalb Jahre Gesamtfreiheitsstrafe verhängt.
Als Thomas Drach im Gefängnis Blut- und Speichelproben abgenommen werden sollten, weigerte er sich und legte Beschwerde ein. In seinem Schreiben begründete er die Weigerung damit, dass von ihm keine weiteren Straftaten zu erwarten seien, „da ich ja genug Geld verdient habe“.
Als sein Gesuch abgelehnt wurde, forderte man Drach erneut zur Abgabe der Proben auf. Er wehrte sich und drohte mit erhobener Hand. Am 14. April 2004 verurteilte ihn ein Gericht wegen Widerstand gegen Vollstreckungsbeamte zu drei weiteren Monaten Freiheitsstrafe. Wegen des gleichen Vergehens und versuchter Nötigung stand er auch im Februar 2006 vor Gericht. Seine Strafe wurde erneut um drei Monate und zwei Wochen verlängert. Nach Verbüßung von zwei Dritteln seiner Haftzeit bat Drach im August 2007 um Aussetzung des Strafrestes zur Bewährung. Bei der gerichtlichen Anhörung bot er einen Betrag von 450.000 US-Dollar als „Wiedergutmachung“ an. Sein Gesuch wurde abgelehnt, da der Inhaftierte weiterhin eine Gefahr für die Allgemeinheit darstelle, wie seine Übergriffe im Gefängnis belegten. Außerdem zeige er keinerlei Reue und verweigere Angaben über den Verbleib des Lösegelds.
2008 wurde Drach wegen Fluchtgefahr von dem Gefängnis Fuhlsbüttel in die Justizvollzugsanstalt Billwerder verlegt.
Im Juli 2009 wurde ein weiterer Antrag auf vorzeitige Haftentlassung abgelehnt.

### Geplanter Überfall auf Lutz Drach
Lutz Drach wurde im Mai 2009 entlassen. Bereits im Februar desselben Jahres erregten zwei Briefe Thomas Drachs den Verdacht der Justizvollzugsbeamten. In dem ersten Brief schrieb er seinem Freund Hans-Georg M.: „Wenn du nichts zu tun hast, dann fang mal meinen Bruder ab. Er hat sechs Monate Zeit, 30 Millionen Euro zu besorgen.“ Der zweite auffällige Brief war an seine Mutter adressiert. Er beschwerte sich, dass sein Bruder auf seine Kosten lebe, und bezeichnete ihn als „dummes feiges Versagerschwein“. Er solle ihm sein Geld zuzüglich Zinsen zurückzahlen: „Der Parasit hat mich um 75 Millionen Euro und 14 Jahre meines Lebens gebracht.“ Wenn seine Mutter Lutz aus der Haft abhole, solle sie Hans mitnehmen.
Die Staatsanwaltschaft erhob daraufhin Mitte 2011 Anklage wegen versuchter Anstiftung zu einer räuberischen Erpressung. Sie sah es als erwiesen an, dass Lutz Drach direkt nach seiner Entlassung entführt und zur Beschaffung des Geldes gezwungen werden sollte. Drach bestritt die Vorwürfe und bezeichnete seinen Bruder als „kleinen Angestellten von mir“, der gar nicht in der Lage sei, Geldforderungen nachzukommen. Thomas Drach gab aber an, dass sein Bruder Geld falsch angelegt habe und ihm deshalb fünf bis sechs Millionen Euro schulde. Drach erklärte, nach seiner geplanten Haftentlassung im Juli 2012 wieder nach Südamerika zurückkehren zu wollen. Angaben von Ermittlern vom Oktober 2011 zufolge fehlte zu dieser Zeit ein Großteil des Lösegeldes, umgerechnet 16 Millionen Euro, immer noch. Die Staatsanwaltschaft gab an, dass sie bei einer Verurteilung und einer Freiheitsstrafe über zwei Jahren von ihrer Möglichkeit Gebrauch machen werde, anschließende Sicherungsverwahrung zu beantragen. Das Gericht sah es zwar als erwiesen an, dass Drach die Tat plante, blieb aber unter dem geforderten Strafmaß der Staatsanwaltschaft. Am 8. November verlängerte es die Freiheitsstrafe lediglich um ein Jahr und drei Monate. In der Urteilsbegründung hieß es, dass es sich um eine „Tat unter zwei Ganoven“ gehandelt habe. Die von Drach gegen diese Verurteilung eingelegte Revision wurde vom Bundesgerichtshof am 19. Juni 2012 als offensichtlich unbegründet verworfen.

### Entlassung
Thomas Drach wurde im Oktober 2013 entlassen und von seinem Anwalt aus der JVA abgeholt. Nach Angaben der Hamburger Justizbehörde hatte er vor seiner Entlassung angekündigt, dass er aus Deutschland ausreisen werde. Damit konnte er die Weisungen, die im Rahmen der Führungsaufsicht angeordnet worden waren, teilweise umgehen, da beispielsweise im Ausland keine elektronischen Fußfesseln getragen werden müssen.
Nach seiner Entlassung lebte Drach eine Zeit lang auf der Baleareninsel Ibiza bei einem Freund, den er in der JVA kennengelernt hatte. Sein mutmaßlich letztes Geld-Depot wurde 2013 in einem Schließfach in Uruguay von Privatermittlern gefunden. Es enthielt 459.900 US-Dollar. Jan Philipp Reemtsma bekam dieses Geld zurück. Man geht davon aus, dass Drach seitdem über kein Geld aus der Entführung mehr verfügt.

## Beteiligung an Raubüberfällen
Im Februar 2021 wurde Drach in Amsterdam verhaftet, ihm wurde ein im März 2019 gemeinsam mit Komplizen verübter Überfall auf einen Geldtransporter in der Nähe des Flughafens Köln/Bonn vorgeworfen. Bei zwei ähnlichen Überfällen auf Geldtransporter beim IKEA-Möbelhaus in Köln-Godorf im März 2018 und bei Ikea in Frankfurt-Nieder-Eschbach im November 2019 galt er ebenfalls als verdächtig. In allen drei Fällen wurde jeweils ein Wachmann durch Schusswaffeneinsatz schwer verletzt.
Nach Drachs Verhaftung in den Niederlanden stellte die Kölner Staatsanwaltschaft ein Auslieferungsgesuch. Ein niederländisches Gericht gab diesem am 4. Mai 2021 statt.
Im Mai 2021 wurde Drach nach Deutschland ausgeliefert und saß seitdem in Untersuchungshaft in der JVA Köln.
Im September 2021 erhob die Staatsanwaltschaft Köln wegen der Überfälle Anklage gegen Drach. Sie warf ihm unter anderem versuchten Mord und besonders schweren Raub vor.
Die Hauptverhandlung vor dem Landgericht Köln begann am 1. Februar 2022. Am 4. Januar 2024 wurde Drach wegen Raubes und versuchten Mordes zu 15 Jahren Freiheitsstrafe mit anschließender Sicherungsverwahrung verurteilt, er hat gegen dieses Urteil Revision eingelegt.